# Storavan (Ovikens socken, Jämtland)
Storavan är en sjö i Bergs kommun i Jämtland och ingår i Ljungans huvudavrinningsområde. Sjön har en area på 0,202 kvadratkilometer och ligger 832,6 meter över havet. Sjön avvattnas av vattendraget Arån.

## Delavrinningsområde
Storavan ingår i det delavrinningsområde (698635-137702) som SMHI kallar för Utloppet av Storavan. Medelhöjden är 860 meter över havet och ytan är 3,11 kvadratkilometer. Räknas de 2 avrinningsområdena uppströms in blir den ackumulerade arean 12,19 kvadratkilometer. Arån som avvattnar avrinningsområdet har biflödesordning 2, vilket innebär att vattnet flödar genom totalt 2 vattendrag innan det når havet efter 305 kilometer. Avrinningsområdet består mestadels av skog (10 procent) och kalfjäll (79 procent). Avrinningsområdet har 0,33 kvadratkilometer vattenytor vilket ger det en sjöprocent på 10,5 procent.